# یواس‌اس اگرسیو (ام‌اس‌او-۴۲۲)
یواس‌اس اگرسیو (ام‌اس‌او-۴۲۲) (به انگلیسی: USS Aggressive (MSO-422)) یک کشتی بود که طول آن ۱۷۲ فوت (۵۲ متر) بود. این کشتی در سال ۱۹۵۲ ساخته شد.